# Св. св. Кирил и Методий (Царимир)
„Св. св. Кирил и Методий“ е православен храм в село Царимир, община Съединение, област Пловдив, България.
Тя е построена 1887 г. Камбанарията е построена 14 октомври 1904 година. Орнаментната украса е изографисана през 1984 година от художника Михаил Минков.